# 张和祺
张和祺（1935年5月—），男，浙江镇海人，中国天体物理学家，中国863计划空间天文首席科学家，曾任紫金山天文台台长，是中国空间天文学开创人之一。

## 生平
1951年7月，镇海中学（现蛟川书院）毕业（初中）1954年7月，宁波中学毕业（高中）。1958年，毕业于复旦大学物理系，后工作于中国科学院紫金山天文台。1978年，任中国科学院紫金山天文台副研究员。1985年，任中国科学院紫金山天文台研究员。
1986年，任美国新罕伯什尔大学客座教授。1985年至1989年，任《天文学报》主编。1980年至1982年，任《中国大百科全书─天文学卷》空间天文学分主编。1991年4月至1996年9月，任中国科学院紫金山天文台台长。

## 社会兼职
担任中国空间科学学会常务理事，中国天文学会秘书长，中国天文学会常务理事，美国行星学会国外名誉会员。

## 学术贡献
- 1959年，记录到百年罕见特大辉斑完整光谱资料，并得到可靠分析结果，引起国际同行注意
- 最早提出超高能宇宙线电子流强涨落可能性。
- 最早提出X射线类星体内禀光度与红移关系。

## 著作
- 《超高能宇宙线电子在银河中的传播》
- 《Studies on X-Ray Quasars》
- 《Studies on Post-Flare Loop Promienence of 1981 April 27》

## 获奖
- 1985年，因关于X射线脉冲星的研究，获得国家教委科技成果二等奖。
- 1979年，因太阳耀斑脉冲相动力学过程，以及宇宙伽玛射线暴的研究获得中国科学院科技成果三等奖和江苏省科技成果三等奖。